# Aspirant sztabowy Policji
Aspirant sztabowy Policji (asp. szt.) – najwyższy stopień aspirancki w Policji. Niższym stopniem jest starszy aspirant, a wyższym podkomisarz. Na stopień ten mianuje komendant wojewódzki Policji. Nadanie wyższego stopnia nie może nastąpić wcześniej niż po przesłużeniu w stopniu aspiranta sztabowego 4 lat. Jest odpowiednikiem stopnia wojskowego chorążego sztabowego, starszego chorążego sztabowego w Siłach Zbrojnych Rzeczypospolitej Polskiej oraz aspiranta sztabowego w Państwowej Straży Pożarnej.